# Temporada 2022 del Campeonato Mundial de Rally Raid
La temporada 2022 fue la primera edición del Campeonato Mundial de Rally Raid. Comenzó el 1 de enero en el Rally Dakar y terminó el 23 de octubre en el Rally de Andalucía. Este campeonato sustituyó a la Copa Mundial de Rally Cross-Country de la FIA que se celebraba desde 1993 y al Campeonato Mundial de Rally Cross-Country de la FIM.

## Calendario
El calendario contaba inicialmente con cinco pruebas incluyendo el Rally de Kazajistán del 24 al 30 de abril pero fue cancelado por la invasión rusa de Ucrania. El rally de Andalucía cambió de fecha, programado inicialmente para los días 8 y 12 de junio se movió al mes de octubre. Las pruebas de más de 2.500 km de longitud cronometrados entran en la categoría de «Rally Maratón».
| N.º | Fecha            | Rally                      | Formato |
| --- | ---------------- | -------------------------- | ------- |
| 1   | 1-4 de enero     | Rally Dakar                | Maratón |
| 2   | 5-10 de marzo    | Abu Dhabi Desert Challenge | Rally   |
| 3   | 1-6 de octubre   | Rallye du Maroc            | Rally   |
| 4   | 18-23 de octubre | Rally de Andalucía         | Rally   |

## Normativa
Se establecieron varias categorías fijadas por la FIA y la FIM:

### Categorías FIA
Las categorías T1, T2, T3 y T4 cuentan con campeonato de pilotos, copilotos y marcas.
- T1: Vehículos Prototipo Cross-Country.
- T2: Vehículos de producción en serie.
- T3: Vehículos Prototipo ligeros Cross-Crountry.
- T4: Vehículos de producción modificados.
- T5: Camiones prototipo y de producción.

### Categorías FIM
La categoría RallyGP cuenta con un campeonato de pilotos.
- RallyGP.
- Rally2.
- Rally3.
- Quad.

## Clasificación FIA

### T1: campeonato de pilotos
| Pos. | Piloto                      | DAK  | ABU  | MOR  | AND | Puntos |
| ---- | --------------------------- | ---- | ---- | ---- | --- | ------ |
| 1.   | Nasser Al-Attiyah           | 185  | 1126 | 333  | 225 | 169    |
| 2.   | Sébastien Loeb              | 284  | 628  | 2210 | 125 | 149    |
| 3.   | Yazeed Al-Rajhi             | 351  | 1220 | 629  | 321 | 121    |
| 4.   | Jakub Przygoński            | 636  | 322  | 519  |     | 77     |
| 5.   | Francisco López             | 5    | 135  | 710  | 67  | 57     |
| 6.   | Guerlain Chicherit          | Ret  |      | 130  |     | 48     |
| 7.   | Matthieu Serradori          | 533  | 136  |      | 85  | 44     |
| 8.   | Cristina Gutiérrez          |      | 226  | 89   | 113 | 28     |
| 9.   | Orlando Terranova           |      |      | 235  |     | 35     |
| 10.  | Seth Quintero               |      | 714  | 613  | 58  | 35     |
| 11.  | Rokas Baciuška              | 152  | 516  | 98   | 94  | 30     |
| 12.  | Sebastian Halpern           | 619  | 156  | 241  |     | 26     |
| 13.  | Lucio Álvarez               | 925  |      |      |     | 25     |
| 14.  | Bernhard Ten Brinke         | 821  |      |      |     | 21     |
| 15.  | Marek Goczał                |      | 419  |      |     | 19     |
| 16.  | Nani Roma                   | 3618 |      |      |     | 18     |
| 17.  | Guillaume De Mevius         |      |      | 125  | 410 | 15     |
| 18.  | Vladimir Vasilyev           | 714  |      |      |     | 14     |
| 19.  | Pau Navarro                 |      |      | 107  | 75  | 12     |
| 20.  | Annett Fischer              |      | 89   |      | 132 | 11     |
| 21.  | Jean-Luc Pisson             |      | 107  | 143  |     | 10     |
| 22.  | Erik Van Loon               |      |      | 256  | 154 | 10     |
| 23.  | Thomas Bell                 |      | 98   |      |     | 8      |
| 24.  | Austin Jones                | 143  | 143  |      | 142 | 8      |
| 25.  | Pierre Lachaume             | 107  |      |      |     | 7      |
| 26.  | Mitch Guthrie               |      |      | 116  |     | 6      |
| 27.  | Jean Remy Bergounhe         | 116  |      |      |     | 6      |
| 28.  | Baud Lionel                 | 105  |      |      |     | 5      |
| 29.  | Denis Krotov                | 134  |      |      |     | 4      |
| 30.  | Lucas Jose Del Rio Álamos   |      |      | 134  |     | 4      |
| 31.  | Fernando Álvarez Castellano |      |      |      | 123 | 4      |
| 32.  | Evgeny Kireev               |      |      | 152  |     | 2      |
| 33.  | Alexandre Leroy             | 291  |      |      |     | 1      |

### T1: campeonato de copilotos
| Pos. | Piloto                | DAK  | ABU  | MOR  | AND | Puntos |
| ---- | --------------------- | ---- | ---- | ---- | --- | ------ |
| 1.   | Mathieu Baumel        | 185  | 1126 | 333  | 225 | 169    |
| 2.   | Fabian Lurquin        | 284  | 628  | 2210 | 125 | 149    |
| 3.   | Dirk von Zitzewitz    |      | 1220 | 429  | 321 | 70     |
| 4.   | Timo Gottschalk       | 436  | 322  |      |     | 58     |
| 5.   | Álex Haro             | 3418 |      | 235  |     | 53     |
| 6.   | Michael Orr           | 351  |      |      |     | 51     |
| 7.   | Alex Winocq           | Ret  |      | 130  |     | 48     |
| 8.   | Loic Minaudier        | 533  | 136  |      | 85  | 44     |
| 9.   | Armand Monleon        | 925  |      | 519  |     | 44     |
| 10.  | François Cazalet      |      | 226  | 125  | 410 | 41     |
| 11.  | Paolo Ceci            |      | 135  |      |     | 35     |
| 12.  | Oriol Mena            | 152  | 516  | 710  | 67  | 35     |
| 13.  | Dennis Zenz           |      | 714  | 613  | 58  | 35     |
| 14.  | Sébastien Delaunay    | 821  |      | 256  | 154 | 31     |
| 15.  | Bernardo Graue        | 619  | 156  | 241  |     | 26     |
| 16.  | Lukasz Laskawiec      |      | 419  |      |     | 19     |
| 17.  | Oleg Uperenko         | 714  |      |      |     | 14     |
| 18.  | Michael Metge         |      |      | 107  | 75  | 12     |
| 19.  | Pablo Moreno Huete    |      |      | 89   | 113 | 12     |
| 20.  | Oriol Vidal Montijano |      |      | 98   | 94  | 12     |
| 21.  | Bruno Jacomy          |      | 98   | 134  |     | 12     |
| 22.  | Annie Seel            |      | 89   |      | 132 | 11     |
| 23.  | Gustavo Gugelmin      | 143  | 143  |      | 142 | 8      |
| 24.  | Laurent Lichtleuchter |      | 107  |      |     | 7      |
| 25.  | Stephane Duple        | 107  |      |      |     | 7      |
| 26.  | Gérard Dubuy          | 116  |      |      |     | 6      |
| 27.  | Ola Floene            |      |      | 116  |     | 6      |
| 28.  | Remi Boulanger        |      |      |      | 105 | 5      |
| 29.  | Juan Pablo Latrach    | 125  |      |      |     | 5      |
| 30.  | Konstantin Zhiltsov   | 134  |      |      |     | 4      |
| 31.  | Xavier Panseri        |      |      |      | 123 | 3      |
| 32.  | Cedric Duple          |      |      | 143  |     | 3      |
| 33.  | Jacopo Cerulli        |      |      | 152  |     | 2      |
| 34.  | Nicolas Delangue      | 281  |      |      |     | 1      |

### T1: campeonato de constructores
| Pos. | Piloto                  | DAK | ABU | MOR | AND | Puntos |
| ---- | ----------------------- | --- | --- | --- | --- | ------ |
| 1.   | Toyota Gazoo Racing     | 80  | 23  | 37  | 23  | 163    |
| 2.   | Bahrain Raid Xtreme     | 45  | 20  | 55  | 15  | 135    |
| 3.   | OT3 by Overdrive        | 16  | 47  | 23  | 16  | 102    |
| 4.   | X-Raid Mini JCW Team    | 45  | 25  | 22  |     | 92     |
| 5.   | PH-Sport                | 14  | 15  | 17  | 7   | 53     |
| 6.   | MD Rallye Sport Optimus | 25  | -25 |     |     | 0      |

### T3: campeonato de pilotos
| Pos. | Piloto               | DAK  | ABU | MOR | AND  | Puntos |
| ---- | -------------------- | ---- | --- | --- | ---- | ------ |
| 1    | Francisco López      | 190  | 151 | 241 | 317  | 199    |
| 2    | Seth Quintero        | 963  | 334 | 147 | 215  | 169    |
| 3    | Cristina Gutiérrez   | 272  | 244 | 338 | 413  | 167    |
| 4    | Guillaume De Mévius  | Ret  | Ret | 529 | 130  | 59     |
| 5    | Thomas Bell          | 525  | 522 |     |      | 47     |
| 6    | Annett Fischer       | 89   | 424 | 107 | 65   | 45     |
| 7    | Santiago Navarro     | 338  |     |     |      | 38     |
| 8    | Jean-Luc Pisson      | 127  | 615 | 615 |      | 36     |
| 9    | Camelia Liparoti     | 425  |     |     |      | 25     |
| 10   | Mitch Guthrie        |      | Ret | 424 |      | 24     |
| 11   | Sebastian Guayasamin | 1410 |     | 712 |      | 22     |
| 12   | Fernando Álvarez     | 1312 |     |     | 59   | 21     |
| 13   | Dania Akeel          | 616  |     |     |      | 16     |
| 14   | Lionel Costes        | 715  |     |     |      | 15     |
| 15   | Mathieu Serradori    |      |     |     | -113 | 13     |
| 16   | Merce Marti          |      |     | 89  |      | 9      |
| 17   | Glenn Brinkman       |      |     | 98  |      | 8      |
| 18   | Mashael Alobaidan    | 107  |     |     |      | 7      |
| 19   | Jordi Segura         | 116  |     |     |      | 6      |
| 20   | Ahmed Alkuwari Fahad | 152  |     |     |      | 2      |
|      | Marco Carrara        | Ret  |     |     |      | 0      |

### T4: campeonato de pilotos
| Pos. | Piloto                    | DAK  | ABU | MOR | AND | Puntos |
| ---- | ------------------------- | ---- | --- | --- | --- | ------ |
| 1    | Rokas Baciuška            | 268  | 239 | 144 | 225 | 176    |
| 2    | Marek Goczał              | 368  | 150 | 434 | 418 | 170    |
| 3    | Austin Jones              | 183  | 339 | 528 | 317 | 167    |
| 4    | Pau Navarro               |      |     | 237 | 129 | 66     |
| 5    | Lucas del Rio             | 8210 | 425 | 328 |     | 63     |
| 6    | Michał Goczał             | 457  |     |     |     | 57     |
| 7    | Rodrigo Luppi De Oliveira | 549  |     |     |     | 49     |
| 8    | Aron Domżała              | 634  |     |     |     | 34     |
| 9    | Bruno Conti De Oliveira   |      |     | 634 |     | 34     |
| 10   | Gael Queralt              | 710  |     |     |     | 10     |

### T5: campeonato de pilotos
| Pos. | Piloto         | DAK  | ABU | MOR | AND | Puntos |
| ---- | -------------- | ---- | --- | --- | --- | ------ |
| 1    | Kees Koolen    | 286  | 154 | 246 |     | 186    |
| 2    | Martin Macík   | 1108 |     | 152 |     | 160    |
| 3    | Tomáš Vrátný   | Ret  |     | 337 |     | 37     |
|      | Albert Llovera | Ret  |     |     |     | 0      |
|      | Martin Šoltys  | Ret  |     |     |     | 0      |

## Clasificación FIM

### RallyGP: campeonato de pilotos
| Pos. | Piloto               | DAK  | ABU | MOR | AND | Puntos |
| ---- | -------------------- | ---- | --- | --- | --- | ------ |
| 1    | Sam Sunderland       | 138  | 125 | 511 | 511 | 85     |
| 2    | Ricky Brabec         | 714  | 220 | 316 | 79  | 59     |
| 3    | Adrien Van Beveren   | 420  | -   | 413 | 125 | 58     |
| 4    | Luciano Benavides    | 109  | 97  | 220 | 316 | 53     |
| 5    | Pablo Quintanilla    | 230  | 316 | -   | 106 | 52     |
| 6    | José Ignacio Cornejo | 615  | 79  | 79  | 106 | 39     |
| 7    | Kevin Benavides      | 162  | 124 | 610 | 220 | 36     |
| 8    | Matthias Walkner     | 324  | 511 | -   | -   | 35     |
| 9    | Lorenzo Santolino    | 911  | 115 | 115 | 413 | 34     |
| 10   | Skyler Howes         | Ret. | 106 | 125 | -   | 31     |
| 11   | Joaquim Rodrigues    | 118  | 610 | -   | 8   | 26     |
| 12   | Toby Price           | 812  | 413 | -   | -   | 25     |
| 13   | Ross Branch          | Ret. | 133 | 8   | 610 | 21     |
| 14   | Franco Caimi         | -    | 8   | 97  | 115 | 20     |
| 15   | Joan Barreda         | 517  | -   | -   | -   | 17     |
| 16   | Rui Gonçalves        | 143  | -   | 124 | 97  | 14     |
| 17   | Xavier de Soultrait  | 126  | -   | -   | -   | 6      |
| 18   | Aaron Mare           | 135  | -   | -   | -   | 5      |
| 19   | Martin Michek        | 152  | 14  | -   | -   | 2      |
| -    | Daniel Sanders       | Ret. | -   | -   | -   | 0      |

### RallyGP: campeonato de constructores
| Pos. | Piloto                      | DAK | ABU | MOR | AND | Puntos |
| ---- | --------------------------- | --- | --- | --- | --- | ------ |
| 1    | Monster Energy Honda Team   | 47  | 36  | 29  | 34  | 146    |
| 2    | Red Bull KTM Factory Racing | 36  | 24  | 10  | 20  | 90     |
| 3    | Gas Gas Factory Racing      | 38  | 25  | 11  | 11  | 85     |
| 4    | Husqvarna Factory Racing    | 9   | 13  | 45  | 16  | 83     |
| 5    | Hero Motorsports Team Rally | 13  | 18  | 15  | 18  | 64     |
| 6    | Sherco Factory              | 14  | 5   | 9   | 20  | 48     |
| 7    | Orion - Moto Racing Group   | 2   | 0   |     |     | 2      |

### Rally2: campeonato de pilotos
| Pos. | Piloto                 | DAK | ABU | MOR | AND | Puntos |
| ---- | ---------------------- | --- | --- | --- | --- | ------ |
| 1    | Mason Klein            | 138 | 125 | 125 | 125 | 113    |
| 2    | Romain Dumontier       | 324 | 220 | 316 | 316 | 76     |
| 3    | Bradley Cox            | 517 | -   | 220 | 220 | 57     |
| 4    | Konrad Dąbrowski       | 714 | 413 | 413 | 511 | 51     |
| 5    | Camille Chapeliere     | 230 | -   | -   | -   | 30     |
| 6    | Jan Brabec             | 420 | -   | -   | 610 | 30     |
| 7    | Mario Patrão           | 202 | -   | 511 | 413 | 26     |
| 8    | Franco Picco           | 502 | 610 | -   | 8   | 20     |
| 9    | Paolo Lucci            | -   | 316 | -   | -   | 16     |
| 10   | Diego Gamaliel Llanos  | 615 | -   | -   | -   | 15     |
| 11   | Charan Moore           | 143 | 511 | -   | -   | 14     |
| 12   | Mirjam Pol             | 272 | -   | 610 | -   | 12     |
| 13   | Arūnas Gelažninkas     | 812 | -   | -   | -   | 12     |
| 14   | Sandra Gómez           | 402 | -   | -   | 79  | 11     |
| 15   | Julien Jagu            | 126 | -   | -   | -   | 6      |
| 16   | Benjamin Melot         | 135 | -   | -   | -   | 5      |
| 17   | Mathieu Doveze         | 152 | -   | -   | -   | 2      |
|      | Hasta 101 clasificados |     |     |     |     |        |

### Quad: campeonato de pilotos
| Pos. | Piloto                      | DAK | ABU | MOR | AND | Puntos |
| ---- | --------------------------- | --- | --- | --- | --- | ------ |
| 1    | Alexandre Giroud            | 138 |     | 125 | 125 | 88     |
| 2    | Juraj Varga                 |     | 220 | 220 | 220 | 60     |
| 3    | Kamil Wiśniewski            | 324 |     |     | 316 | 40     |
| 4    | Francisco Moreno Flores     | 230 |     |     |     | 30     |
| 5    | Abdulaziz Ahli              |     | 125 |     |     | 25     |
| 6    | Zdenek Tuma                 | 420 |     |     |     | 20     |
| 7    | Carlos Verza                | 517 |     |     |     | 17     |
| 8    | Rodolfo Guillioli Schippers |     | 316 |     |     | 16     |
| 9    | Marcelo Medeiros            | 615 |     |     |     | 15     |
| 10   | Nicolás Robledo             | 714 |     |     |     | 14     |

### Rally3: campeonato de pilotos
| Pos. | Piloto                        | DAK | ABU | MOR | AND | Puntos |
| ---- | ----------------------------- | --- | --- | --- | --- | ------ |
| 1    | Amine Echiguer                |     |     | 125 | 316 | 41     |
| 2    | Jeremy Miroir                 |     |     |     | 125 | 25     |
| 3    | Guillaume Borne               |     |     | 220 |     | 20     |
| 4    | Rajendra Revallar Eshwarappa  |     |     |     | 220 | 20     |
| 5    | Abdul Wahid Tanveer           |     |     | 316 |     | 16     |
| 6    | Christophe Lajouanie          |     |     | 413 |     | 13     |
| 7    | José Vicente Fernández García |     |     |     | 413 | 13     |
| 8    | Alex Mauricio Cueva Ojeda     |     |     | 511 |     | 11     |
| 9    | Richard Hodola                |     |     | 610 |     | 10     |
| 10   | Mathieu Feuvrier              |     |     | 79  |     | 9      |
| 11   | Charles Pick                  |     |     | 8   |     | 8      |
| 12   | Benjamin Boudariat            |     |     | 97  |     | 7      |